# Wenke Kujala
Wenke Kujala (* 17. Juli 1976 in Hamburg) ist eine ehemalige deutsche Triathletin.

## Werdegang
Nachdem sie in ihrer Kindheit Volleyball und Leichtathletik betrieben hatte, startete Wenke Kujala 1998 bei ihrem ersten Triathlon. Im selben Jahr heiratete die 22-Jährige im Mai den Eishockeyprofi Petri Kujala (Moskitos Essen und Berlin Capitals).
Zwei Jahre später startete sie als Profi in Roth bei ihrem ersten Ironman-Rennen (3,8 km Schwimmen, 180 km Radfahren und 42,195 km Laufen). Im Oktober 2000 wurde sie Dritte in der Altersklasse 18–24 beim Ironman Hawaii (Ironman World Championship).

### Deutsche Meisterin Triathlon Langdistanz 2006
Eine Erkrankung an Pfeiffer'schem Drüsenfieber zwang die Athletin zu einer Wettkampfpause von Ende 2004 bis Anfang 2006. Wenke Kujala wurde 2006 in Roth Deutsche Meisterin auf der Triathlon-Langdistanz.
Im Januar 2011 kündigte sie für dieses Jahr eine sportliche Pause an und im Juli wurde ihre Tochter geboren. 2012 startete sie wieder sowohl auf der Kurz- als auch auf der Langdistanz und am Ende des Jahres erklärte sie ihre Zeit als Triathlon-Profi für beendet.
2013 kam ihre zweite Tochter zur Welt. 
Wenke Kujala führt die sportliche Leitung und ist als Teammanagerin für die Triathleten im Team Erdinger Alkoholfrei aktiv. Sie lebt mit ihrer Familie in Hilpoltstein.

## Sportliche Erfolge
| Datum/Jahr    | Rang | Wettbewerb              | Austragungsort | Zeit     | Bemerkung                                          |
| ------------- | ---- | ----------------------- | -------------- | -------- | -------------------------------------------------- |
| 17. Juni 2012 | 3    | Stadttriathlon Erding   | Erding         | 02:21:56 | bei der 19. Austragung                             |
| 9. Mai 2010   | 3    | Siegerland-Cup          | Buschhütten    | 02:01:04 | 1 km Schwimmen, 41,7 km Radfahren und 10 km Laufen |
| 21. Juni 2009 | 3    | Stadttriathlon Erding   | Erding         | 02:25:19 | Dritte hinter Meike Krebs und Nicole Leder         |
| 18. Mai 2008  | 4    | Stadt-Triathlon München | München        | 00:58:12 | Sprintdistanz                                      |
| Juni 2007     | 1    | Rothsee-Triathlon       | Roth           |          |                                                    |
| 2004          | 2    | Nibelungen-Triathlon    | Xanten         | 02:09:10 | [ 5 ]                                              |

| Datum/Jahr    | Rang | Wettbewerb                     | Austragungsort | Zeit     | Bemerkung |
| ------------- | ---- | ------------------------------ | -------------- | -------- | --- |
| 2. Sep. 2012  | 10   | Challenge Walchsee-Kaiserwinkl | Walchsee       | 04:40:07 | |
| 16. Aug. 2009 | 5    | Ironman 70.3 Germany           | Wiesbaden      | 04:51:56 | [ 6 ] |
| 10. Aug. 2008 | 8    | Ironman 70.3 Germany           | Wiesbaden      |          | [ 7 ] |
| 2. Sep. 2007  | 1    | Cologne Classic                | Köln           |          | Sieg beim Triathlon über die Mitteldistanz                                                                                                |
| 19. Aug. 2007 | 2    | Ironman 70.3 Germany           | Wiesbaden      | 04:47:27 | zweiter Rang hinter der Spanierin Virginia Berasategui-Luna über die Mitteldistanz (1,9 km Schwimmen, 90 km Radfahren und 21,1 km Laufen) |

| Datum/Jahr    | Rang | Wettbewerb                                       | Austragungsort    | Zeit       | Bemerkung |
| ------------- | ---- | ------------------------------------------------ | ----------------- | ---------- | --- |
| 12. Aug. 2012 | 4    | Challenge Copenhagen                             | Kopenhagen        | 09:25:14   | [ 8 ] |
| 8. Juli 2012  | 8    | Challenge Roth                                   | Roth              | 09:25:19   | |
| 3. Okt. 2010  | 2    | Challenge Barcelona-Maresme                      | Barcelona         | 09:39:12   | Zweite über die Langdistanz |
| 6. Juli 2008  | 3    | Ironman Germany                                  | Frankfurt am Main | 09:24:54,6 | dritter Rang mit persönlicher Bestzeit |
| 1. Juli 2007  | DNF  | Ironman Germany                                  | Frankfurt am Main | –          | |
| 2. Juli 2006  | 1    | DTU Deutsche Meisterschaft Triathlon Langdistanz | Roth              | 09:34:24   | sechster Rang bei der Challenge Roth und damit Deutsche Meisterin über die Triathlon-Langdistanz; mit genau derselben Zeit wie 2004 in Zürich                          |
| 25. Juli 2004 | 2    | Ironman Switzerland                              | Zürich            | 09:34:24   | |
| 6. Juli 2003  | 9    | Ironman Austria                                  | Klagenfurt        |            | |
| 6. Okt. 2001  | 18   | Ironman Hawaii                                   | Hawaii            | 10:47:20   | [ 10 ] [ 11 ] |
| 26. Aug. 2001 | 2    | Ironman Canada                                   | Penticton         | 10:10      | Zweite hinter der Kanadierin Gillian Bakker |
| 5. Aug. 2001  | 6    | Ironman Switzerland                              | Zürich            | 10:17:39,1 | |
| 14. Okt. 2000 |      | Ironman Hawaii                                   | Hawaii            | 11:19:24   | 3. Rang in der Altersklasse 18–24 |
| 9. Juli 2000  | 20   | Ironman Europe                                   | Roth              | 10:21:10   | Wenke Kujala erreichte bei ihrem ersten Ironman-Start den ersten Rang in der Altersklasse 18–24 und qualifizierte sich damit für einen Startplatz beim Ironman Hawaii. |

(DNF – Did Not Finish)

## Veröffentlichungen
- Wenke Kujala, Nicole Leder, Ines Bellinger: Fit & schlank mit Triathlon: Das Einsteigerbuch für Frauen spomedis, Oktober 2015. ISBN 978-3-95590-072-4